# Guido De Rosso
Guido De Rosso   (Farra di Soligo, 28 de setembre de 1940) és un ciclista italià, ja retirat, que fou professional entre 1962 i 1969.
Durant la seva carrera aconseguí una vintena de victòries, entre elles el Tour de l'Avenir de 1961, sent encara amateur, i ja com a professional el Tour de Romandia de 1962 i el Giro del Piemont de 1967.

## Palmarès
- 1960
  - 1r al Trofeu Piva
- 1961
  - 1r del Tour de l'Avenir i vencedor de 2 etapes
- 1962
  - 1r del Tour de Romandia
- 1963
  - 1r del Giro del Trentino
  - 1r del Giro del Ticino
  - 1r del Trofeu Cougnet
  - Vencedor d'una etapa del Tour de Romandia
- 1964
  -  Campió d'Itàlia en ruta
  - 1r de la Milà-Vignola
  - 1r al Trofeu Matteotti
  - 1r a la Copa Placci
- 1965
  - 1r de la Milà-Vignola
  - 1r al Trofeu Matteotti
- 1966
  - 1r del Giro de Campania
  - 1r a Col San Martino
- 1967
  - 1r del Giro del Piemont

### Resultats al Giro d'Itàlia
- 1962. 16è de la classificació general
- 1963. 4t de la classificació general
- 1964. 3r de la classificació general
- 1965. 10è de la classificació general

### Resultats al Tour de França
- 1965. 7è de la classificació general
- 1966. Abandona (17a etapa)

### Resultats a la Volta a Espanya
- 1967. Abandona (14a etapa)